# Коваленко Дмитро Геннадійович
Дмитро Геннадійович Коваленко (англ. Dema Kovalenko, нар. 28 серпня 1977, Київ, СРСР) — колишній український і американський футболіст, півзахисник, який основну частину кар'єри гравця провів, виступаючи за клуби зі Сполучених Штатів.

## Біографія
Перший тренер — Павло. Після потрапляння у «Динамо», першим тренером був Володимир Онищенко. Потім Онищенко пішов і його групу прийняв Віктор Кондратов. Двічі приїжджав у складі «Динамо» на дитячі турніри у США, після чого йому запропонували там залишитися. Поїхав з України у віці 13 років.
Він закінчив грецьку середню школу в Аркадії у Рочестері у 1996 році.  З 1996 по 1998 рік грав три роки в університетський футбол в Університеті Індіани, де він допоміг індіанцям виграти національний чемпіонат у 1998 році і в тому ж році був обраний в загальноамериканську першу команду NCAA.
У дорослому футболі дебютував 1999 року виступами за команду клубу «Чикаго Файр», в якій провів три сезони, взявши участь у 108 матчах чемпіонату.  Більшість часу, проведеного у складі «Чикаго Файр», був основним гравцем команди.
Згодом з 2001 по 2009 рік грав у складі команд клубів «Санкт-Паулі», «Ді Сі Юнайтед», «Металург» (Запоріжжя), «Нью-Йорк Ред Буллз» та «Реал Солт-Лейк».
Завершив професійну ігрову кар'єру у клубі «Лос-Анджелес Гелаксі», за команду якого виступав протягом 2009—2010 років.
Не зумівши забезпечити собі місце в професійній команді на наступний сезон, Коваленко підтвердив свою відставку в інтерв'ю 14 лютого 2011 року.